# Juan Luis Conde
Juan Luis Conde Calvo (Ciudad Rodrigo, Salamanca, 1959) es un latinista, crítico literario y escritor español.

## Biografía
Estudió Filología Clásica en la Universidad de Salamanca y se licenció con una tesina sobre El vocabulario del temor en contextos bélicos (1983) en la obra del historiador latino Cornelio Tácito, personaje que reaparecerá en su producción posterior. Ejerció la crítica literaria en El País  y colaboró con la Escuela de Letras de Madrid desde su fundación. Actualmente es profesor titular de Filología Latina en la Universidad Complutense. 
En 1990 reunió sus relatos en un volumen titulado La ascensión al hoyo (Ed. Libertarias). Después publicó su novela histórica El largo aliento (Destino, 1993), también en torno a la figura de Cornelio Tácito, Un caso de inocencia (1996) y Hielo negro (2002). También compuso el ensayo El segundo amo del lenguaje. 
En la Escuela Contemporánea de Humanidades de Madrid ha impartido las materias "Análisis de los lenguajes del poder" y "Taller de Creación del Pensamiento". Ha traducido Historias (2006) y Vida de Agrícola (noviembre de 2013) de Tácito. Asimismo, ha publicado numerosos artículos en su especialidad.

## Obra

### Ensayo
- Metus: un modelo de análisis léxico en Tácito (1990), tesis doctoral.
- El segundo amo del lenguaje: fundamentos de lenguaje para creadores Madrid (Escuela de letras, 1996 y Editorial Debate, corregida y aumentada, 2001).
- La lengua del imperio: la retórica del imperialismo en Roma y la globalización[5] (Alcalá Grupo Editorial, Alcalá la Real, Jaén, 2008. II Premio Rosa María Calaf de Investigación Social,[6] 2008).
- Armónicos del cinismo. Discurso, mito y poder en la era neoliberal (Ed. Reino de Cordelia, 2020)

### Narrativa
- La ascensión al hoyo (Ed. Libertarias, Madrid, 1990).
- El largo aliento (Ediciones Destino, Barcelona, 1993 y Escolar y Mayo Editores, revisada, Madrid, 2017).
- Un caso de inocencia (Editorial Debate, Madrid, 1997).
- Hielo negro (Debate, Madrid, 2002 y Ediciones Desnivel, revisada, Madrid, febrero de 2018).
- El abrigo de Thomas Mann. Golo Mann y sus amigos españoles (Ed. Reino de Cordelia, 2016).

### Traducción
- Historias, de Cornelio Tácito (Ed. Cátedra, Madrid, 2006)
- Vida de Agrícola (Ed. Cátedra, Madrid, noviembre de 2013)